# 看護婦・戸田鮎子シリーズ
『看護婦・戸田鮎子シリーズ』（かんごふ とだあゆこシリーズ）は、山村美紗の推理小説のシリーズ。戸田鮎子を主人公に据えている。
今シリーズを原作とするドラマシリーズがTBSとテレビ東京でそれぞれ放送されている。

## シリーズ一覧
- 流れ橋殺人事件（戸田鮎子シリーズは「閉ざされた声」「不倫の代償」のみ）
  - 流れ橋殺人事件 / 竜の寺殺人事件 / 閉ざされた声 / 不倫の代償
- 殺人予告はリダイヤル
  - 殺人予告はリダイヤル / 死の誕生日パーティ / 新春鳥取旅行の殺人 / ひな祭り殺人事件
- レンタル家族殺人事件
  - レンタル家族殺人事件 / ポールポジション / 代理母殺人事件 / 冷凍された殺意

## 登場人物
戸田鮎子
田原

## テレビドラマ

### 斉藤由貴版
『看護婦探偵 戸田鮎子』（かんごふたんてい とだあゆこ）は、1994年から1995年までTBS系「月曜ドラマスペシャル」で放送されたシリーズ。全2回。主演は斉藤由貴。

#### キャスト（斉藤由貴版）

##### レギュラー
戸田鮎子
演 - 斉藤由貴
総合病院の産婦人科の看護婦。
田原陽一
演 - 古尾谷雅人（第1作）、田中実（第2作）
新聞記者。鮎子の恋人。
正岡
演 - 伊東貴明（第1作は「伊藤隆明」名義）
研修医。
瀬川
演 - 塩沢とき
産婦人科の看護婦長。
若木
演 - 京本政樹
医師。

##### ゲスト
第1作「代理母殺人事件」（1994年）
- 刈田（神奈川県警 警部） - 夏夕介
- 川崎恵子（看護婦） - 可愛かずみ
- 谷沢美加子（偽名「中野千花」） - 安原麗子
- 相原文（洋光大学病院 看護婦） - 山村紅葉
- 中野千花（偽名「谷沢美加子」） - 星由里子
- 田原梅子（陽一の母） - 野際陽子
- 吉満涼太、水森コウ太、中村方隆、木原三貴、樋口しげり、青島健介、石田喜代美、楠木大典

第2作「死の誕生パーティー」（1995年）
- 牧夕子（着物学苑の事務局長） - 河合奈保子
- 中本（プロゴルファー） - 黒田アーサー
- 刑事 - 坂本あきら
- 千草（麗子の弟子） - 森下桂
- 池亜木子（麗子の顧問弁護士の妻） - 水原ゆう紀
- ユキ子（看護婦） - 北岡夢子
- 看護婦 - 駒塚由衣
- 恵子（看護婦） - 大沢さやか
- 所轄刑事 - 小林健
- 美穂（中本の婚約者） - 寺田千穂
- 患者 - 水野さやか
- 十条麗子（十条着物学苑の理事長・服飾研究家） - 新藤恵美
- 深沢（映画監督） - 平泉成
- 十条秋彦（麗子の夫） - 中島久之
- 今井（警部） - 西岡徳馬

#### スタッフ（斉藤由貴版）
- 脚本 - 小森名津、篠崎好
- 演出 - 脇田時三、山内宗信
- 製作 - TBS、テレパック

#### 放送日程（斉藤由貴版）
| 話数 | 放送日        | サブタイトル       | 原作                                                    | 脚本     | 演出     |
| ---- | ------------- | ------------------ | ------------------------------------------------------- | -------- | -------- |
| 1    | 1994年7月11日 | 代理母殺人事件     |                                                         | 小森名津 | 脇田時三 |
| 2    | 1995年3月20日 | 死の誕生パーティー | 「死の誕生パーティー」 （「殺人予告はリダイヤル」所収） | 篠崎好   | 山内宗信 |

### 本仮屋ユイカ版
『看護師・戸田鮎子の推理カルテ』（かんごし とだあゆこのすいりカルテ）は、2012年から2013年までテレビ東京・BSジャパン共同制作「水曜ミステリー9」で放送されたシリーズ。全2回。主演は本仮屋ユイカ。

#### キャスト（本仮屋ユイカ版）

##### 主人公と恋人
戸田鮎子
演 - 本仮屋ユイカ
嵯峨野中央病院 産婦人科の新人看護師。両親は死亡。父は古武術の師範だった。狩矢とは幼少期からの知り合い。
田原陽一
演 - 永井大
京都日報(第1作)→京都新報(第2作) 社会部記者。鮎子の恋人。鮎子と一緒に事件を解決しようと行動する。

##### 嵯峨野中央病院
吉岡万里子
演 - 山村紅葉
産婦人科の看護師長。
川島恵子
演 - 岩崎ひろみ
産婦人科の看護師。1歳のときに両親が離婚し恵子は父親に引き取られ、兄の良太は母親・康代に引き取られる。半年前から北野瑛二と付き合っていたが、北野に別れを告げられる（第1作）。
村瀬由美子
演 - 小林きな子
産婦人科の看護師。

##### 京都府警察本部
橋口
演 - 田上晃吉（第1作）、南圭介（第2作）
刑事部捜査一課 刑事。
狩矢荘助
演 - 榎木孝明
刑事部捜査一課 警部。鮎子の亡父の古武術の1番弟子。今は鮎子の父親代わりのため、恋人の田原には厳しく接する。

##### ゲスト
第1作「京都奥嵯峨・殺意のナースコール!! 名探偵白衣の天使!!」（2012年）
- 若木圭太（嵯峨野中央病院 産婦人科 医師） - 大沢樹生
- 小林真吾（嵯峨野中央病院 産婦人科 医師・伏見北病院 元医師） - 河相我聞
- 江田まゆみ（2週間前に嵯峨野中央病院で息子を出産・伏見北病院 元看護師） - 寺田千穂
- 江田勝幸（まゆみの夫） - 樽沢勇紀
- 小池修一（エリカの父） - 山口竜央
- 小池佐代子（エリカの母・小池の妻） - 下村恵理
- 倉島陽子（井上病院 理事長の孫・小林の婚約者） - 石原あつ美
- 小池エリカ（嵯峨野中央病院に運ばれたきた妊婦） - 相川結
- 北野瑛二（ヒノデ医療器 営業・伏見北病院 元医師） - 高知東生
- 神谷良太（恵子の兄・伏見北病院 元医師・4年前死亡） - 伊崎充則（幼少期：平林智志）
- 木場康夫（嵯峨野中央警察署 刑事） - 大河内浩
- 水木摂子（伏見北病院 看護師） - 辻沢響江
- 「みんなの家」スタッフ - 久保晶
- ヒノデ医療器 社員 - 諷加、小泉麻耶
- ヒノデ医療器 受付嬢 - 大橋るみ子
- 山田智也（エリカの息子の父親・大学1年生） - 志村勇樹
- 木村杏子（本物の木村杏子・康代の同居人） - 玉暉やよい
- 東山秀子（康代の会社の元同僚） - 中喜多眞代
- 救急隊 - 文健
- 木村杏子（嵯峨野中央病院 栄養士・本名「緑川康代」） - 浅茅陽子
- その他 - 大須賀王子

第2作「京都・代理母出産の死角」（2013年）
- 北村健司（フランス料理店の店長） - 宍戸開
- 宮野麻沙子（女優） - 宮本真希
- 森島美香（半年前に不妊治療を諦める） - ひがし由貴
- 森島孝夫（美香の夫） - 山口竜央
- 京都駅職員 - 桑原良二
- 京都新報 芸能部編集長 - 西沢仁太
- 山川裕之（京都新報 社会部記者） - 井上幸太郎
- 妊婦の夫 - 上田真也
- 電車客B - るり江
- 東田明（ベストセラー作家） - 風間トオル
- 東田弘美（東田の妻でマネージャー） - 野村真美
- 片山菜穂子（嵯峨野中央病院 産婦人科医） - とよた真帆
- その他 - 植村喜八郎、岸田あさみ

#### スタッフ（本仮屋ユイカ版）
- 脚本 - 石原武龍
- 監督 - 村田忍（1）、金子与志一（2）
- 選曲 - 遠藤浩二
- 技術協力 - ビデオフォーカス
- 照明協力 - Kカンパニー
- 美術協力 - アイ・アール
- プロデュース - 瀧川治水、山津俊一、金子与志一
- 製作 - テレビ東京、BSジャパン、泉放送制作

#### 放送日程（本仮屋ユイカ版）
| 話数 | 放送日         | サブタイトル                                        | 原作                                                | 脚本     | 監督       |
| ---- | -------------- | --------------------------------------------------- | --------------------------------------------------- | -------- | ---------- |
| 1    | 2012年07月11日 | 京都奥嵯峨・殺意のナースコール!! 名探偵白衣の天使!! | 「雛祭り殺人事件」 （「殺人予告はリダイヤル」所収） | 石原武龍 | 村田忍     |
| 2    | 2013年10月30日 | 京都・代理母出産の死角                              | 「不倫の代償」 （「流れ橋殺人事件」所収）           | 石原武龍 | 金子与志一 |